# 慧泉寺

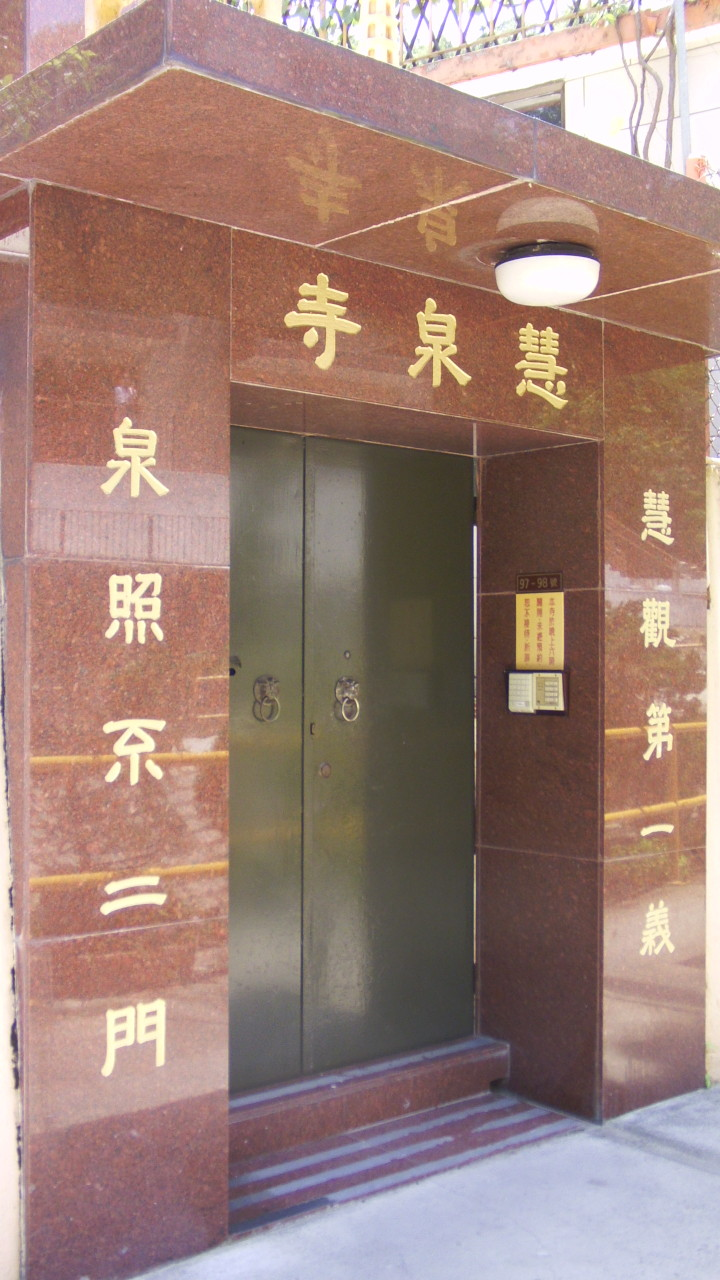
慧泉寺的山門

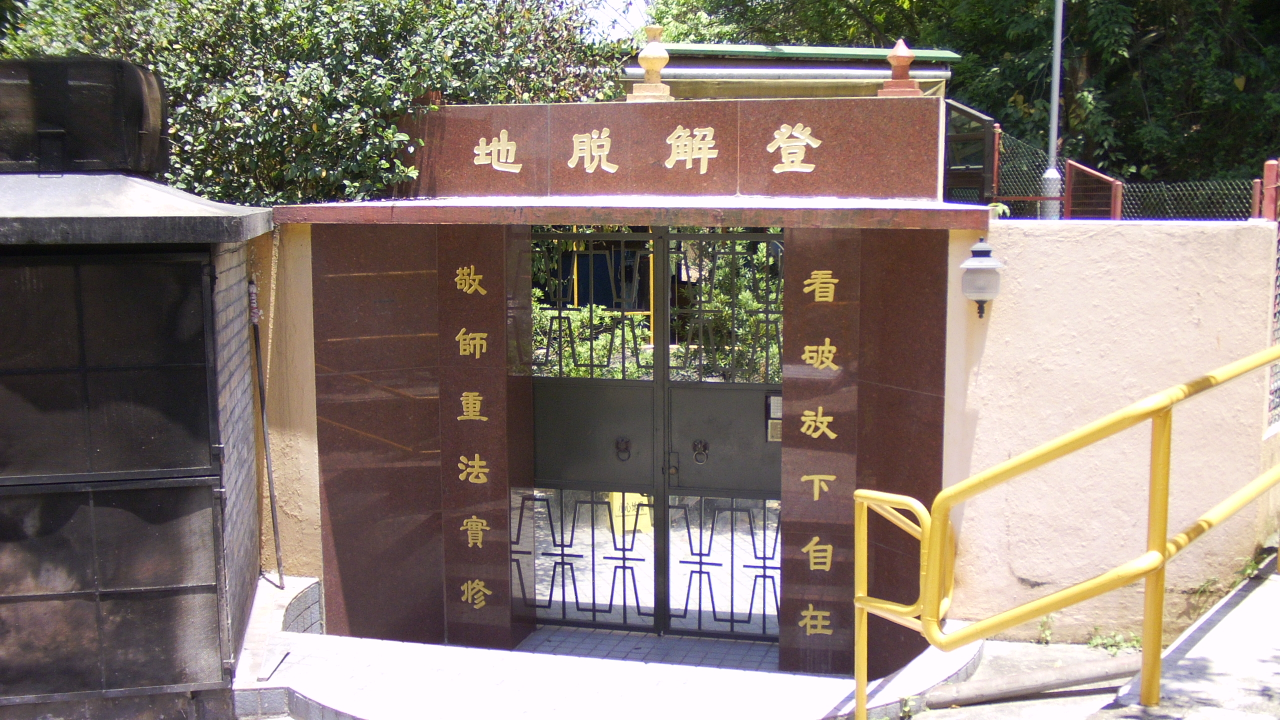
慧泉寺的後門

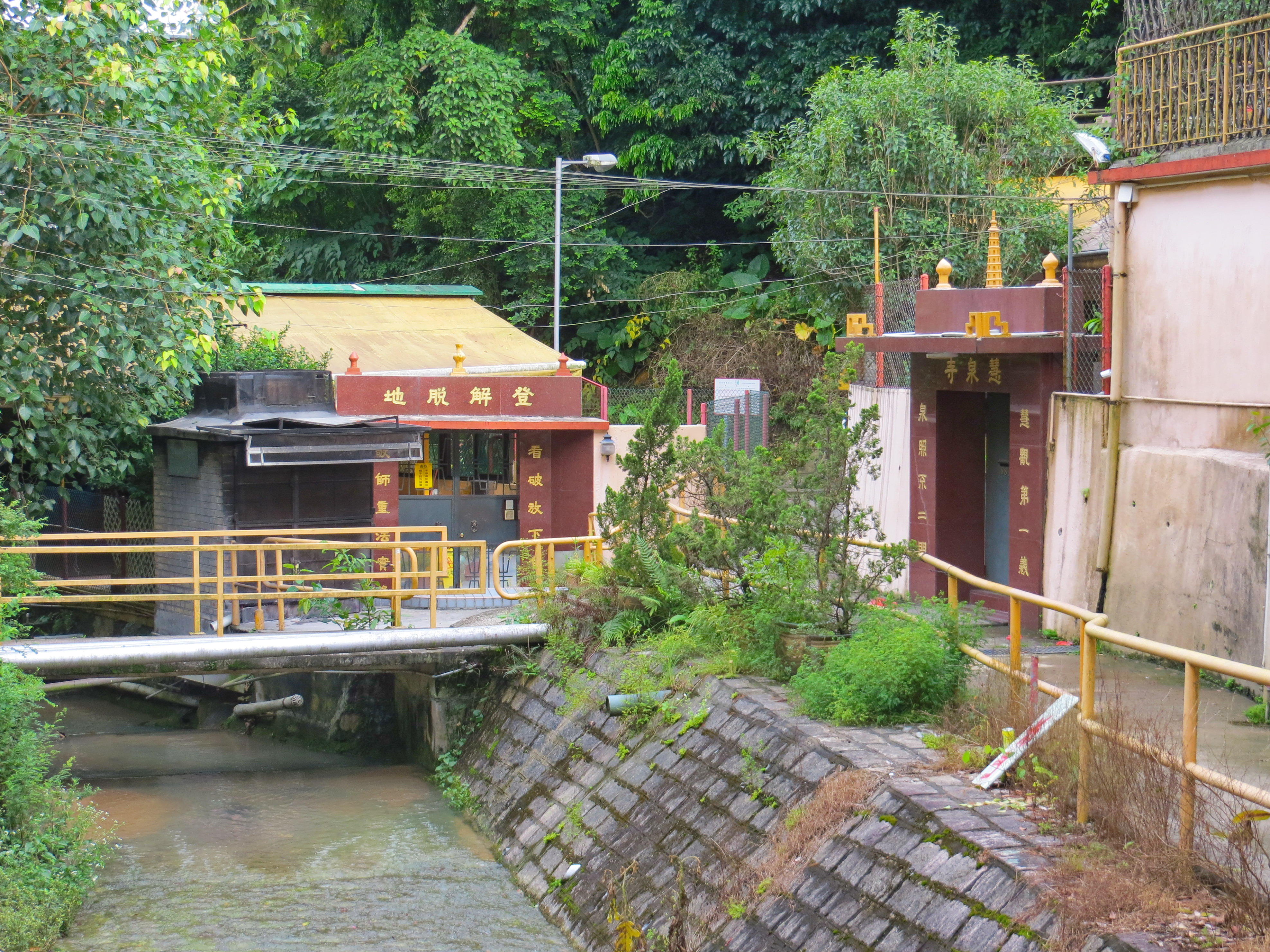
慧泉寺前的溪流

慧泉寺（Wai Chuen Monastery），原稱：「慧泉覺苑」，位於香港新界沙田排頭村98號。20世紀50年代由靜善尼姑創辦的佛教機構；1975年由果賢法師擔任住持，才改成現在的名稱。大門對聯：「慧觀第一義；泉照不二門。」、「看破放下自在；敬師重法實修。」
该寺的寺门经常关闭，故不清楚是否对外开放。但谷歌地图示其开放时问为9.00am~5.00pm, 星期一至日。

## 外部連結
- 慧泉寺的官方網頁 （页面存档备份，存于）